# クレヨンしんちゃん4 “オラのいたずら大変身”
『クレヨンしんちゃん4 “オラのいたずら大変身”』（クレヨンしんちゃん4 オラのいたずらだいへんしん）は、バンダイ (後のバンダイナムコエンターテインメント) より1994年8月26日に発売されたゲームボーイ用ソフト。臼井儀人の漫画作品『クレヨンしんちゃん』を題材としたアクションゲームである。

## 概要
ミニゲーム集だった前作『クレヨンしんちゃん3 オラのごきげんアスレチック』から前々作『クレヨンしんちゃん2 “オラとわんぱくごっこだゾ”』同様の横スクロールのアクションゲームに戻っている。今作は野原しんのすけが変身セットを取ることにより3つの姿に変身するのが大きな特徴となっている。
ステージをクリアするごとにパスワードが表示され、「とちゅうからあそぶ」でそのステージから再開できるようになった。
「ゲームボーイに出るのひさしぶりなもんで･･･」「しんちゃん2」「3」に引き続いてまた負けちまった」とメタ発言が散見される。

## 基本操作とシステム
基本は前々作に引き続いて十字キーで移動。Aボタンでジャンプ、十字キー↑で電柱や木に登ったり物陰に隠れて敵をやり過ごせる。また店の前では店に入ることが出来る。十字キー↓でしゃがみ、そのまま移動も出来る。十字キー↑+Aボタンで電柱や木にしがみつき、十字キー↓＋Aボタンで木や電柱、屋根などから降りる。

### 変身セットによる変身
- むささびしんちゃん
- にわとりしんちゃん
- ごきぶりしんちゃん

## ステージ
| ステージ | タイトル             | ストーリー | ボス               |
| -------- | -------------------- | --- | ------------------ |
| 1        | ピクニックへいくゾ   | 不良小学生のたけしに大好物のチョコビが奪われ、しんのすけはチョコビを取り返す行動に出る。 | たけし             |
| 2        | ようちえんであそぶゾ | ふたば幼稚園のばら組のチーターことやすおが、またまたしんのすけにリベンジを仕掛けてきた。 | 河村やすお         |
| 3        | デパートへいくゾ     | 今日のアクションデパートはすごい人だかり。それは大好きなヒーローであるアクション仮面のショーが行われるからである。 | ブラックシロクマン |
| 4        | グアムりょこうだゾ   | みさえが応募したクイズで、またもやグアム旅行を当たってしまった。これで2度目のグアム旅行（原作6巻及び1993年7月12日放送のTVスペシャル以来）となる野原家だが、グアムのギャルを追いかけるしんのすけはまた両親と離れ離れになってしまう。 | グアムのガイド     |

## ミニゲーム
- メケメケだいさくせん
- こんちゅうあつめ
- おすべりジャンプ

## 前作・続編
- クレヨンしんちゃん “オラとシロはお友達だよ”（1993年4月9日発売）
- クレヨンしんちゃん2 “オラとわんぱくごっこだゾ”（1993年10月22日発売）
- クレヨンしんちゃん3 オラのごきげんアスレチック（1994年3月26日発売）
- クレヨンしんちゃん オラのごきげんコレクション（1996年12月20日発売）